# Ситнік Маргарита Вікторівна
Маргарита Вікторівна Ситнік (нар. 26 квітня 1981, Суми, УРСР) —– українська журналістка та громадська активістка. Працювала парламентським кореспондентом на каналі СТБ та власним кореспондентом на 1+1. Після початку повномасштабної війни запустила свою авторську програму “Мости України” як співзасновниця громадської ініціативи “Голка”.

## Біографія
Народилася в Сумах 26 квітня 1980 року. У 2006 році закінчила Інститут журналістики кіно і телебачення. Закінчила фізико-математичний факультет Сумського педуніверситету ім. Макаренка. З 2006 року по 2008 рік працювала парламентською кореспонденткою програми “Вікна-Новини” телеканалу СТБ. 

### Інцидент із нападомОлега Калашнікова
12 липня 2006 року під час зйомок наметового містечка Партії регіонів на журналістку Маргариту Ситник та її оператора Володимира Новосада напав депутат з Партії регіонів Олег Калашніков. Він вимагав віддати касету з відзнятим матеріалом. Після відмови у оператора забрали камеру, вирвали касету, завдали йому фізичних ушкоджень, а журналістку Ситник силою відтягли в бік. Ситнік вимагала відкриття кримінальної справи за перешкоджання журналістській діяльності та позбавлення Калашнікова мандату народного депутата України. Журналісти виступили з вимогою притягнути політика до відповідальності й повернути знімальній групі касету. 14 липня 2006 року прокуратура Печерського району міста Києва порушила кримінальну справу за фактом перешкоджання законній професійній діяльності журналістів. Але згодом Генпрокуратура тоді повідомила, що не знайшла доказів того, що Калашніков напав на знімальну групу. Верховна Рада створила Тимчасову слідчу комісію для розслідування цього інциденту. Тимчасова слідча комісія у своєму звіті від 19 грудня 2006 року визнала поведінку Калашнікова неприпустимою і такою, що вимагає осуду.

### Кар’єра
З 2008 по 2018 рік працювала спецкореспондентом та власним кореспондентом каналу 1+1 програми ТСН. Відкрила корпункти каналу в росії, звідки її відкликав телеканал через те, що Ситнік могли арештувати з огляду на те, що її розшукувала ФСБ. Згодом Ситнік відправили до Польщі як власну кореспондентку каналу.
З лютого 2022 року і до 2024 року – ведуча новин на Radio Gdansk. У 2022 році після початку повномасштабної війни повернулася в Україну після 7 років проживання в ЄС. 
22 січня 2024 року на День злуки разом з журналісткою Іриною Федорів запустила громадську ініціативу “Голка” та авторський проєкт “Мости України”, який покликаний збудувати мости між українцями, які залишаються в Україні і тими громадянами, які з різних причин виїхали і можуть допомогти державі під час війни у адвокації інтересів України та повоєнній відбудові.
Гостями проєкту є дипломати, політики, експерти: Павло Клімкін, Сергій Квіт, Володимир В'ятрович, Ольга Айвазовська, Павло Ґрод та інші.

## Сім'я
Батько: Віктор Олексійович Ситнік, Ніна Павліва Ситнік (дівоче прізвище Чала).